# Tuffi ai XVII Giochi panamericani - Trampolino 3 metri maschile
Il concorso dei tuffi dal trampolino 3 metri maschile dei XVII Giochi panamericani si è svolto il 10 e 11 luglio 2015 presso il CIBC Pan Am/Parapan Am Aquatics Centre and Field House di Toronto in Canada.

## Programma
| Data           | Ora   | Evento      |
| -------------- | ----- | ----------- |
| 10 luglio 2015 | 10:00 | Preliminare |
| 11 luglio 2015 | 18:00 | Finale      |

## Risultati
In verde sono contraddistinti i finalisti.
| Class   | Atleta                | Natione         | Preliminare | Preliminare | Finale | Finale |
| Class   | Atleta                | Natione         | Punti       | Class       | Punti  | Class  |
| ------- | --------------------- | --------------- | ----------- | ----------- | ------ | ------ |
| Oro     | Rommel Pacheco        | Messico         | 466.35      | 1           | 483.35 | 1      |
| Argento | Jahir Ocampo          | Messico         | 383.35      | 6           | 442.15 | 2      |
| Bronzo  | Philippe Gagné        | Canada          | 362.80      | 8           | 421.20 | 3      |
| 4       | César Castro          | Brasile         | 404.85      | 3           | 411.55 | 4      |
| 5       | Rafael Quintero       | Porto Rico      | 350.15      | 10          | 409.00 | 5      |
| 6       | François Imbeau-Dulac | Canada          | 406.95      | 2           | 398.40 | 6      |
| 7       | Sebastián Villa       | Colombia        | 345.15      | 11          | 397.40 | 7      |
| 8       | Donato Neglia         | Cile            | 370.10      | 7           | 392.35 | 8      |
| 9       | Sebastián Morales     | Colombia        | 391.35      | 4           | 380.20 | 9      |
| 10      | Yona Knight-Wisdom    | Giamaica        | 362.50      | 9           | 380.00 | 10     |
| 11      | Zachary Nees          | Stati Uniti     | 327.65      | 12          | 367.70 | 11     |
| 12      | Alfredo Colmenarez    | Venezuela       | 384.95      | 5           | 359.20 | 12     |
| 13      | Ian Matos             | Brasile         | 327.05      | 13          | N.D.   | N.D.   |
| 14      | Cory Bowersox         | Stati Uniti     | 321.35      | 14          | N.D.   | N.D.   |
| 15      | Robert Páez           | Venezuela       | 320.80      | 15          | N.D.   | N.D.   |
| 16      | Frandiel Gómez        | Rep. Dominicana | 311.05      | 16          | N.D.   | N.D.   |
| 17      | Diego Carquin         | Cile            | 297.55      | 17          | N.D.   | N.D.   |
| 18      | Daniel Pinto          | Perù            | 267.90      | 18          | N.D.   | N.D.   |
| 19      | Adrian Infante        | Perù            | 266.65      | 19          | N.D.   | N.D.   |
| 20      | Jonatan Posligua      | Ecuador         | 226.70      | 20          | N.D.   | N.D.   |

### Dettaglio risultati

#### Preliminare
| Class | Tuffatore             | Natione         | Preliminare | Preliminare | Preliminare    | Preliminare | Preliminare    | Preliminare | Preliminare    | Preliminare | Preliminare    | Preliminare | Preliminare | Preliminare |
| Class | Tuffatore             | Natione         | Tuffo 1     | Class       | Tuffo 2        | Class       | Tuffo 3        | Class       | Tuffo 4        | Class       | Tuffo 5        | Class       | Tuffo 6     | Totale      |
| ----- | --------------------- | --------------- | ----------- | ----------- | -------------- | ----------- | -------------- | ----------- | -------------- | ----------- | -------------- | ----------- | ----------- | ----------- |
| 1     | Rommel Pacheco        | Messico         | 83.30       | 1           | 149.30 (66.00) | 1           | 237.70 (88.40) | 1           | 308.65 (70.95) | 1           | 375.15 (66.50) | 1           | 91.20       | 466.35      |
| 2     | François Imbeau-Dulac | Canada          | 67.50       | 4           | 135.70 (68.20) | 4           | 183.70 (48.00) | 8           | 255.45 (71.75) | 6           | 328.95 (73.50) | 3           | 78.00       | 406.95      |
| 3     | César Castro          | Brasile         | 72.00       | 2           | 144.00 (72.00) | 2           | 210.65 (66.65) | 2           | 273.65 (63.00) | 2           | 335.15 (61.50) | 2           | 69.70       | 404.85      |
| 4     | Sebastián Morales     | Colombia        | 58.90       | 13          | 125.20 (66.30) | 7           | 196.95 (71.75) | 4           | 248.25 (51.30) | 7           | 314.85 (66.60) | 6           | 76.50       | 391.35      |
| 5     | Alfredo Colmenarez    | Venezuela       | 63.00       | 7           | 132.75 (69.75) | 5           | 186.75 (54.00) | 6           | 255.75 (69.00) | 4           | 322.05 (66.30) | 5           | 62.90       | 384.95      |
| 6     | Jahir Ocampo          | Messico         | 59.50       | 12          | 132.60 (73.10) | 6           | 191.10 (58.50) | 5           | 233.10 (42.00) | 9           | 307.35 (74.25) | 7           | 76.00       | 383.35      |
| 7     | Donato Neglia         | Cile            | 63.00       | 7           | 120.35 (57.35) | 9           | 186.65 (66.30) | 7           | 256.35 (69.70) | 3           | 324.60 (52.50) | 4           | 52.50       | 377.10      |
| 8     | Philippe Gagné        | Canada          | 60.00       | 10          | 100.30 (40.30) | 16          | 159.80 (59.50) | 13          | 212.30 (52.50) | 13          | 278.80 (66.50) | 10          | 84.00       | 362.80      |
| 9     | Yona Knight-Wisdom    | Giamaica        | 60.00       | 10          | 120.45 (60.45) | 8           | 179.95 (59.50) | 9           | 238.45 (58.50) | 8           | 296.20 (57.75) | 9           | 66.30       | 362.50      |
| 10    | Rafael Quintero       | Porto Rico      | 69.75       | 3           | 137.25 (67.50) | 3           | 200.15 (62.90) | 3           | 255.65 (55.50) | 5           | 305.15 (49.50) | 8           | 45.00       | 350.15      |
| 11    | Sebastián Villa       | Colombia        | 63.00       | 7           | 101.00 (38.00) | 15          | 144.20 (43.20) | 16          | 215.95 (71.75) | 12          | 272.05 (56.10) | 12          | 73.10       | 345.15      |
| 12    | Zachary Nees          | Stati Uniti     | 65.10       | 5           | 91.35 (26.25)  | 18          | 134.55 (43.20) | 18          | 187.25 (52.70) | 17          | 261.35 (74.10) | 13          | 66.30       | 327.65      |
| 13    | Ian Matos             | Brasile         | 45.00       | 17          | 102.00 (57.00) | 14          | 153.00 (51.00) | 15          | 199.20 (46.20) | 16          | 260.40 (61.20) | 14          | 66.65       | 327.05      |
| 14    | Cory Bowersox         | Stati Uniti     | 65.10       | 5           | 114.60 (49.50) | 11          | 158.35 (43.75) | 14          | 224.65 (66.30) | 10          | 255.05 (30.40) | 17          | 66.30       | 321.35      |
| 15    | Robert Páez           | Venezuela       | 55.50       | 14          | 115.95 (60.45) | 10          | 169.69 (54.00) | 10          | 208.45 (38.50) | 14          | 259.60 (51.15) | 15          | 61.20       | 320.80      |
| 16    | Frandiel Gómez        | Rep. Dominicana | 51.15       | 15          | 102.15 (51.00) | 13          | 163.65 (61.50) | 12          | 201.15 (37.50) | 15          | 256.65 (55.50) | 16          | 54.40       | 311.05      |
| 17    | Diego Carquin         | Cile            | 51.00       | 16          | 108.35 (57.35) | 12          | 164.45 (56.10) | 11          | 216.95 (52.50) | 11          | 275.45 (58.50) | 11          | 22.10       | 297.55      |
| 18    | Daniel Pinto          | Perù            | 32.40       | 20          | 75.60 (43.20)  | 19          | 126.00 (50.40) | 19          | 168.00 (42.00) | 19          | 218.40 (50.40) | 19          | 49.50       | 267.90      |
| 19    | Adrian Infante        | Perù            | 43.20       | 18          | 100.20 (57.00) | 17          | 140.70 (40.50) | 17          | 167.70 (27.00) | 19          | 220.35 (52.65) | 18          | 46.20       | 266.65      |
| 20    | Jonatan Posligua      | Ecuador         | 43.20       | 18          | 68.40 (25.20)  | 20          | 102.90 (34.50) | 20          | 142.10 (39.20) | 20          | 190.70 (48.60) | 20          | 36.00       | 226.70      |

#### Finale
| Class   | Atleta                | Nazione     | Finale  | Finale | Finale         | Finale | Finale         | Finale | Finale         | Finale | Finale         | Finale | Finale  | Finale |
| Class   | Atleta                | Nazione     | Tuffo 1 | Class  | Tuffo 2        | Class  | Tuffo 3        | Class  | Tuffo 4        | Class  | Tuffo 5        | Class  | Tuffo 6 | Totale |
| ------- | --------------------- | ----------- | ------- | ------ | -------------- | ------ | -------------- | ------ | -------------- | ------ | -------------- | ------ | ------- | ------ |
| Oro     | Rommel Pacheco        | Messico     | 56.10   | 12     | 135.60 (79.50) | 8      | 224.00 (88.40) | 3      | 314.75 (90.75) | 1      | 409.25 (94.50) | 1      | 74.10   | 466.35 |
| Argento | Jahir Ocampo          | Messico     | 66.30   | 8      | 139.40 (73.10) | 5      | 212.90 (73.50) | 4      | 289.90 (77.00) | 2      | 350.95 (61.05) | 2      | 91.20   | 442.15 |
| Bronzo  | Philippe Gagné        | Canada      | 69.00   | 4      | 148.05 (79.05) | 1      | 227.95 (79.90) | 2      | 286.45 (58.50) | 3      | 331.95 (45.50) | 6      | 89.25   | 421.20 |
| 4       | César Castro          | Brasile     | 61.50   | 10     | 133.50 (72.00) | 10     | 203.25 (69.75) | 7      | 270.75 (67.50) | 6      | 336.75 (66.00) | 4      | 74.80   | 411.55 |
| 5       | Rafael Quintero       | Porto Rico  | 68.20   | 6      | 140.20 (72.00) | 4      | 206.50 (66.30) | 6      | 269.50 (63.00) | 7      | 337.00 (67.50) | 3      | 72.00   | 409.00 |
| 6       | François Imbeau-Dulac | Canada      | 69.00   | 4      | 138.75 (69.75) | 6      | 195.75 (57.00) | 10     | 234.25 (38.50) | 12     | 316.50 (82.25) | 9      | 81.90   | 398.40 |
| 7       | Sebastián Villa       | Colombia    | 72.00   | 2      | 115.70 (43.70) | 12     | 196.70 (81.00) | 9      | 259.70 (63.00) | 8      | 326.00 (66.30) | 7      | 71.40   | 397.40 |
| 8       | Donato Neglia         | Cile        | 67.50   | 7      | 141.90 (74.40) | 3      | 208.20 (66.30) | 5      | 279.60 (71.40) | 5      | 333.85 (54.25) | 5      | 58.50   | 392.35 |
| 9       | Sebastián Morales     | Colombia    | 69.75   | 3      | 144.55 (74.80) | 2      | 230.30 (85.75) | 1      | 283.50 (53.20) | 4      | 310.50 (27.00) | 12     | 69.70   | 380.20 |
| 10      | Yona Knight-Wisdom    | Giamaica    | 66.00   | 9      | 134.20 (68.20) | 9      | 197.20 (63.00) | 8      | 254.20 (57.00) | 9      | 313.70 (59.50) | 10     | 66.30   | 380.00 |
| 11      | Zachary Nees          | Stati Uniti | 72.85   | 1      | 137.60 (64.75) | 7      | 182.60 (45.00) | 11     | 248.90 (66.30) | 10     | 311.60 (62.70) | 11     | 56.10   | 367.70 |
| 12      | Alfredo Colmenarez    | Venezuela   | 60.00   | 11     | 131.30 (71.30) | 11     | 182.30 (51.00) | 12     | 245.30 (63.00) | 11     | 316.70 (71.40) | 8      | 42.50   | 359.20 |